# Никитино (Башкортостан)
Ники́тино (баш. Никитин) — деревня в Кармаскалинском районе Республики Башкортостан Российской Федерации. Входит в состав Адзитаровского сельсовета.

## География

### Географическое положение
Расстояние до:
- районного центра (Кармаскалы): 42 км,
- центра сельсовета (Адзитарово): 8 км,
- ближайшей ж/д станции (Давлеканово): 30 км.

## Население
| 2002 | 2009 | 2010 |
| ---- | ---- | ---- |
| 148  | ↘124 | ↗127 |